# Travelers Rest
Travelers Rest é uma cidade localizada no estado norte-americano da Carolina do Sul, no Condado de Greenville.

## Demografia
Segundo o censo norte-americano de 2000, a sua população era de 4099 habitantes.
Em 2006, foi estimada uma população de 4356, um aumento de 257 (6.3%).

## Geografia
De acordo com o United States Census Bureau tem uma área de 11,4 km², dos quais 11,4 km² cobertos por terra e 0,0 km² cobertos por água.

## Localidades na vizinhança
O diagrama seguinte representa as localidades num raio de 16 km ao redor de Travelers Rest.